# Zingiber tenuifolium
Zingiber tenuifolium là một loài thực vật có hoa trong họ Gừng. Loài này được Lin Bai, Jana Leong-Škorničková và Nianhe Xia miêu tả khoa học đầu tiên năm 2015. Tên gọi thông thường bản địa: 小野姜 (xiao ye jiang, tiểu dã khương), nghĩa đen là gừng dại nhỏ.

## Mẫu định danh
Mẫu định danh: L.Bai 13082701; thu thập ngày 27 tháng 8 năm 2013 tại cao độ 500–700 m, tọa độ 24°0′1″B 101°44′39″Đ / 24,00028°B 101,74417°Đ, khu phong cảnh Tình Nhân Cốc (情人谷风景区), hương Bình Điện, huyện Tân Bình, địa cấp thị Ngọc Khê, tỉnh Vân Nam, Trung Quốc. Mẫu holotype lưu giữ tại Vườn Thực vật Hoa Nam ở Quảng Châu (IBSC), các mẫu isotype lưu giữ tại Vườn Thực vật Hoàng gia tại Edinburgh (E), Viện Thực vật Côn Minh (KUN), Vườn Thực vật Singapore (SING) và Viện Smithsonian ở Washington D.C. (US).

## Từ nguyên
Tính từ định danh tenuifolium (giống đực: tenuifolius, giống cái: tenuifolia) là tiếng Latinh để chỉ lá rất hẹp của loài này.

## Phân bố
Loài này có tại miền trung tỉnh Vân Nam, Trung Quốc. Z. tenuifolium mọc trên đất nguồn gốc sa thạch và đá phiến sét, ở những khu vực có bóng râm từ vừa phải tới dày đặc, trong các thung lũng trong các khu rừng lá rộng thường xanh vùng đất thấp, thường là ven suối.

## Phân loại
Z. tenuifolium thuộc tổ Cryptanthium, có quan hệ họ hàng gần nhất với Z. shuanglongense, Z. kawagoii và Z. lingyunense.

## Mô tả
Cây thảo thân rễ lâu năm, cao 0,8–1,2 m. Thân rễ mọng, dạng củ, phân nhánh, đường kính 1–1,6 cm, vỏ màu nâu sáng, ruột màu vàng đến vàng ánh lục; các củ rễ hình thoi tù, vỏ và ruột màu trắng. Chồi lá 3–5 mỗi thân rễ, tỏa rộng đến hình cung yếu, 13-23 lá phát triển tốt khi ra hoa, 1/5 gốc không lá; thân giả đường kính ~1 cm tại đáy, ~0,6 cm ở đoạn giữa; bẹ lá thưa lông tơ, các bẹ phía dưới màu hồng ở đáy, màu đỏ tía ở giữa,  màu xanh lục ở phần trên, các bẹ lá phía trên màu xanh lục; lưỡi bẹ dài đến 2 mm, dạng màng, như thủy tinh, nhẵn nhụi, hơi 2 thùy, đỉnh thuôn tròn; cuống lá dài 1–5 mm (dài hơn ở các lá ở đoạn giữa chồi lá), chỉ gồm gối, rậm lông tơ áp ép; phiến lá mỏng, thẳng đến hình trứng hẹp, 18–23 × 1,5–3 cm (trung bình tỷ lệ chiều dài / chiều rộng khoảng 10), mặt gần trục màu xanh lục từ vừa tới sẫm, trơn nhẵn (không uốn nếp), nhẵn nhụi, mặt xa trục màu xanh lục nhạt, thưa lông tơ màu trắng bạc áp ép, đáy thon nhỏ dần tới tù, đỉnh hình đuôi, gân giữa mặt xa trục với các dải sẫm màu rộng 1–1,5 mm dọc theo cả hai bên (có thể thấy ở vật liệu khô). Cụm hoa thường 2–3, mọc từ thân rễ gần với gốc của thân giả; cuống cụm hoa có chiều dài thay đổi, dài 1–20 cm, phủ phục; các lá bắc bao bọc hình trứng đến hình trứng hẹp, 1,1–3,5 × 1–1,3 cm (ngắn nhất ở đáy, dài dần ra ở phần xa), màu trắng với ánh nâu đỏ ở đỉnh, đỉnh có mấu nhọn, thưa lông tơ; cành hoa bông thóc hình trứng hẹp, ~6 × 2,4 cm, gồm ~18 lá bắc sắp xếp lỏng lẻo (2–3 lá bắc đáy thường vô sinh); lá bắc vô sinh hình trứng hẹp, 4–4,5 × 1,2–1,6 cm; lá bắc sinh sản thẳng đến hình trứng hẹp, 3,7–5,1 × 0,8–1 cm, mép cuốn trong, phần dưới màu nâu ánh đỏ, phần trên màu xanh lục ánh tía, nhẵn nhụi, đỉnh nhọn, mỗi lá bắc đỡ 1 hoa; lá bắc con thuôn dài hẹp, cuộn thành ống, thường 1 lá bắc con mỗi hoa, hiếm khi 2 lá bắc con đối nhau ở hai bên của hoa (một trong các lá bắc con nhỏ hơn rõ ràng), 2,8–3,4 × 0,9–1,1 cm khi ép dẹt, màu nâu ánh đỏ với ánh màu xanh lục tía ở đỉnh, mặt ngoài rậm lông tơ áp ép, mặt trong nhẵn nhụi, đỉnh hơi khía răng cưa. Hoa dài 4,8–6 cm, hơi thò ra ngoài lá bắc; đài hoa hình ống với đường chẻ một bên tới ~3 mm, dạng màng, dài ~1 cm, màu trắng nửa trong mờ, đáy với ánh hơi hồng, rậm lông tơ, đỉnh gần như cắt cụt, không có răng dễ thấy; ống tràng hoa dài ~3 cm, hình trụ đến hơi hình phễu ở đỉnh, đường kính 2–2,5 mm, màu trắng pha chút hồng ở phần đỉnh, mặt ngoài thưa lông tơ, mặt trong nhẵn nhụi; thùy tràng lưng hình tam giác hẹp-hình trứng, 2,5–2,6 × 0,7–0,8 cm, màu nâu ánh đỏ, lõm, hai mặt nhẵn nhụi, đỉnh có mấu nhọn; các thùy tràng bên hình trứng hẹp, 2,3–2,5 × 0,4 cm, màu nâu ánh đỏ, thường cong xuống, hai mặt nhẵn nhụi; cánh môi gần hình thoi đến hình trứng, 2,4–2,8 × 1,3–1,7 cm, màu tím sẫm với mảng màu trắng kem ở đáy, mép nhăn, đỉnh nhọn thon, tù hoặc có vết rạch ngắn; nhị lép bên hình trứng hẹp đến hình trứng ngược với đỉnh nhọn hoặc tù, ~1,3–1,8 × 0,3–0,55 cm, hợp sinh với cánh môi ở 1/3 đến 1/2 từ đáy, màu tím sẫm với mảng màu trắng kem ở đáy. Nhị dài ~1,6 cm (dài khoảng 2,5 cm với mào bao phấn kéo giãn), chỉ nhị 0,5–1 × 2 mm, màu trắng kem, nhẵn nhụi; bao phấn dài 8–10 mm (không tính mào bao phấn), mô liên kết màu trắng kem đến vàng nhạt, nhẵn nhụi; mô vỏ bao phấn dài 8–10 mm, nứt dọc theo toàn bộ chiều dài, phấn hoa màu vàng kem; mào bao phấn dài 10–12 mm (kéo giãn), màu nâu ánh đỏ đến tím sẫm, nhẵn nhụi, đỉnh 2 thùy hoặc nguyên. Vòi nhụy hình chỉ, màu trắng, nhẵn nhụi; đầu nhụy kéo dài đến đỉnh của mào bao phấn, hơi dày hơn vòi nhụy, dài 1–1,5 mm, hình phễu, màu trắng, lỗ nhỏ có lông rung, bên trong nhầy. Bầu nhụy hình trụ, màu trắng ánh xanh lục nhạt, 4–6 × 3 mm, rậm lông tơ mịn; tuyến trên bầu 2, dài ~3 mm, hình nón hẹp, màu trắng ánh vàng, đỉnh nhọn. Không thấy quả. Ra hoa vào cuối tháng 8 và kéo dài đến đầu tháng 10. Theo những người thu hái thảo dược địa phương thì tạo quả từ tháng 9 và có thể kéo dài đến tháng 12.
Tương tự như Z. shuanglongense ở chỗ các lá bắc sắp xếp lỏng lẻo, cánh môi và các nhị lép bên màu tím, lưỡi bẹ ngắn, nhưng khác ở chỗ các chồi lá gồm 13–23 lá, phiến lá bóng, thẳng đến hình trứng hẹp, 18–23 × 1,5–3 cm (trung bình tỷ lệ chiều dài / chiều rộng khoảng 10), và ống tràng hoa chỉ thò khoảng 2 mm ra ngoài lá bắc (so với chồi lá gồm 5–12 lá, phiến lá uốn nếp yếu, thuôn dài hoặc hình trứng, 12–20 × 3–6 cm (trung bình tỷ lệ chiều dài / chiều rộng khoảng 4), và ống tràng hoa thò ít nhất 15 mm ra ngoài lá bắc ở Z. shuanglongense).

## Sử dụng
Các thầy thuốc y học cổ truyền địa phương sử dụng thân rễ của loài này cũng như một số loài khác thuộc tổ Cryptanthium, như Z. liangshanense, Z. yunnanense, để điều trị viêm dạ dày.